# All Ends
All Ends war eine 2003 gegründete Metal-Band aus Göteborg, Schweden. Der allgemeine Stil der Musik lässt sich als Alternative Metal bezeichnen, wobei ein sehr prägnantes Merkmal der Einsatz von zwei Sängerinnen ist.

## Geschichte
Gegründet wurde die Band im Jahre 2003 als Nebenprojekt der In-Flames-Gitarristen Björn Gelotte und Jesper Strömblad, die jedoch inzwischen nicht mehr bei All Ends mitwirken.
In der Besetzung, bestehend aus Gelotte und Strömblad an den Gitarren, Emma Gelotte und Tinna Karlsdotter als Sängerinnen, sowie Joseph Skansås am Schlagzeug, nahm die Band eine Demo mit fünf Liedern auf, welche von Fredrik Nordström und Patrick J. Sten produziert wurde.
Im Frühling 2005 verließen Gelotte und Strömblad die Band als aktive Musiker, an ihre Stellen traten Michael Håkansson am Bass und Fredrik Johansson an der Gitarre. Im August 2005 übernahm Peter Mårdklint die Rolle des zweiten Gitarristen.
2006 unterzeichnete die Gruppe einen Plattenvertrag bei dem Musiklabel Gun Records. Im Mai 2007 wurde die EP Wasting Life veröffentlicht, auf der die Musikgruppe in der neuen Besetzung die Lieder des Demos von 2005 neu einspielte. Das gleichnamige Lied erreichte die Top Ten der schwedischen Single-Charts. Am 7. November 2007 wurde das erste, selbstbetitelte Album veröffentlicht. Im September des Jahres folgte eine Wiederveröffentlichung mit mehreren Bonustiteln.
Am 12. Dezember 2008 wurde das von OneRepublic gecoverte Lied Apologize als erste Singleauskopplung veröffentlicht. Ende 2008 tourten sie gemeinsam mit Mina Harker und Oomph! durch Deutschland, Österreich und die Schweiz. Anfang 2009 ist die Band bereits wieder in Deutschland auf Tour, dieses Mal als Supportband für Edguy.
Emma Gelotte gab am 16. März 2009 bekannt, dass sie die Band verlassen werde, da sie ihren Freunden und ihrer Familie mehr Zeit entgegenbringen möchte. Die neue Sängerin ist die 21-jährige Jonna Sailon (ex. Sailon, jonna sailon), die bis dahin eher im Pop-Business tätig war.
Das zweite Studioalbum A Road to Depression erschien am 22. Oktober 2010 über das Metallabel Nuclear Blast. Es enthält elf Songs mit zwei zusätzlichen Bonustracks.
In einem Interview mit Loudwire gab Björn Gelotte 2016 bekannt, dass das Projekt „quasi tot sei“ („project is essentially dead“).

## Diskografie
- 2005: Demo
- 2007: Wasting Life (EP)
- 2007: All Ends
- 2010: A Road to Depression